# Willem Vuyk

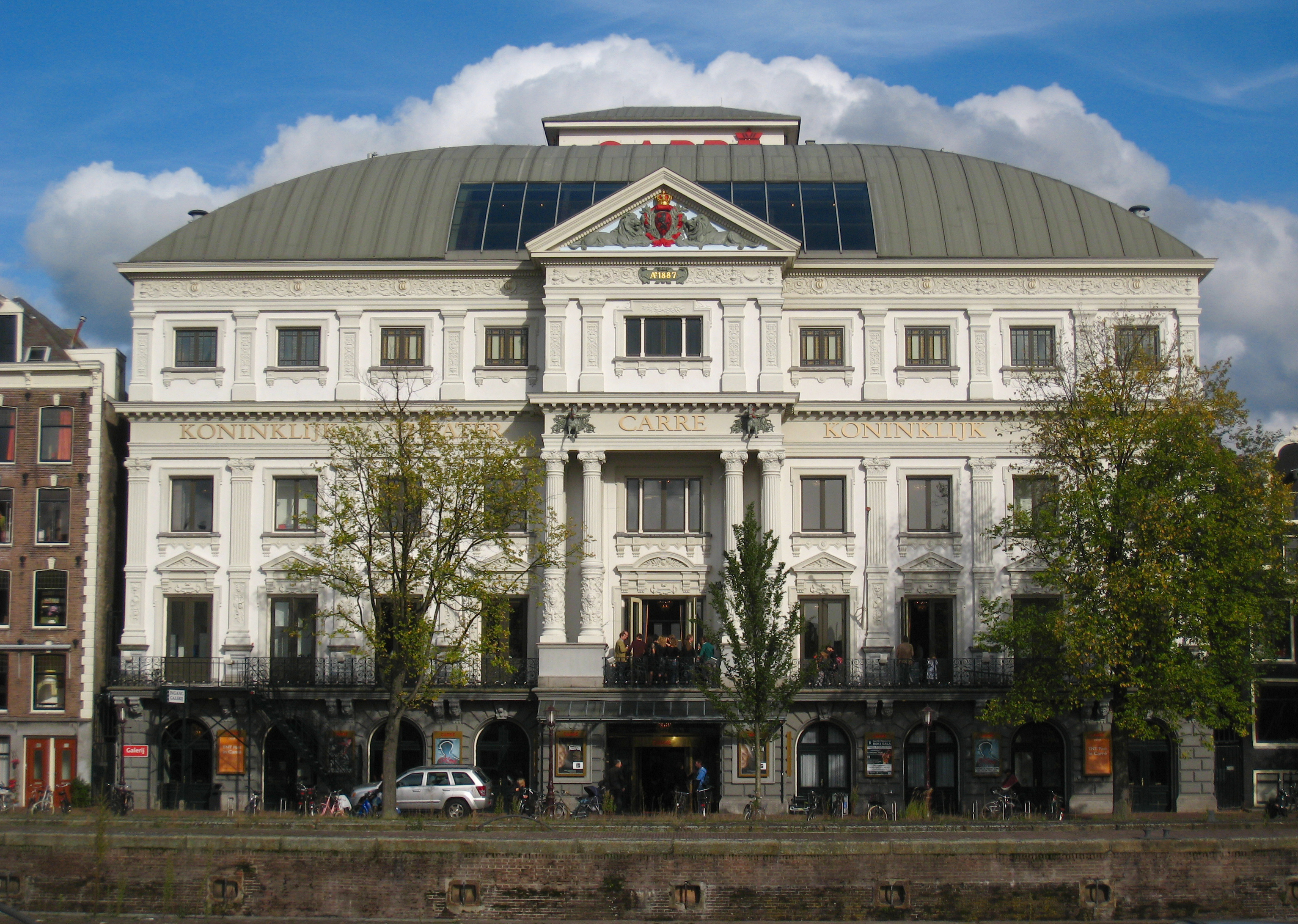
Theater Carré

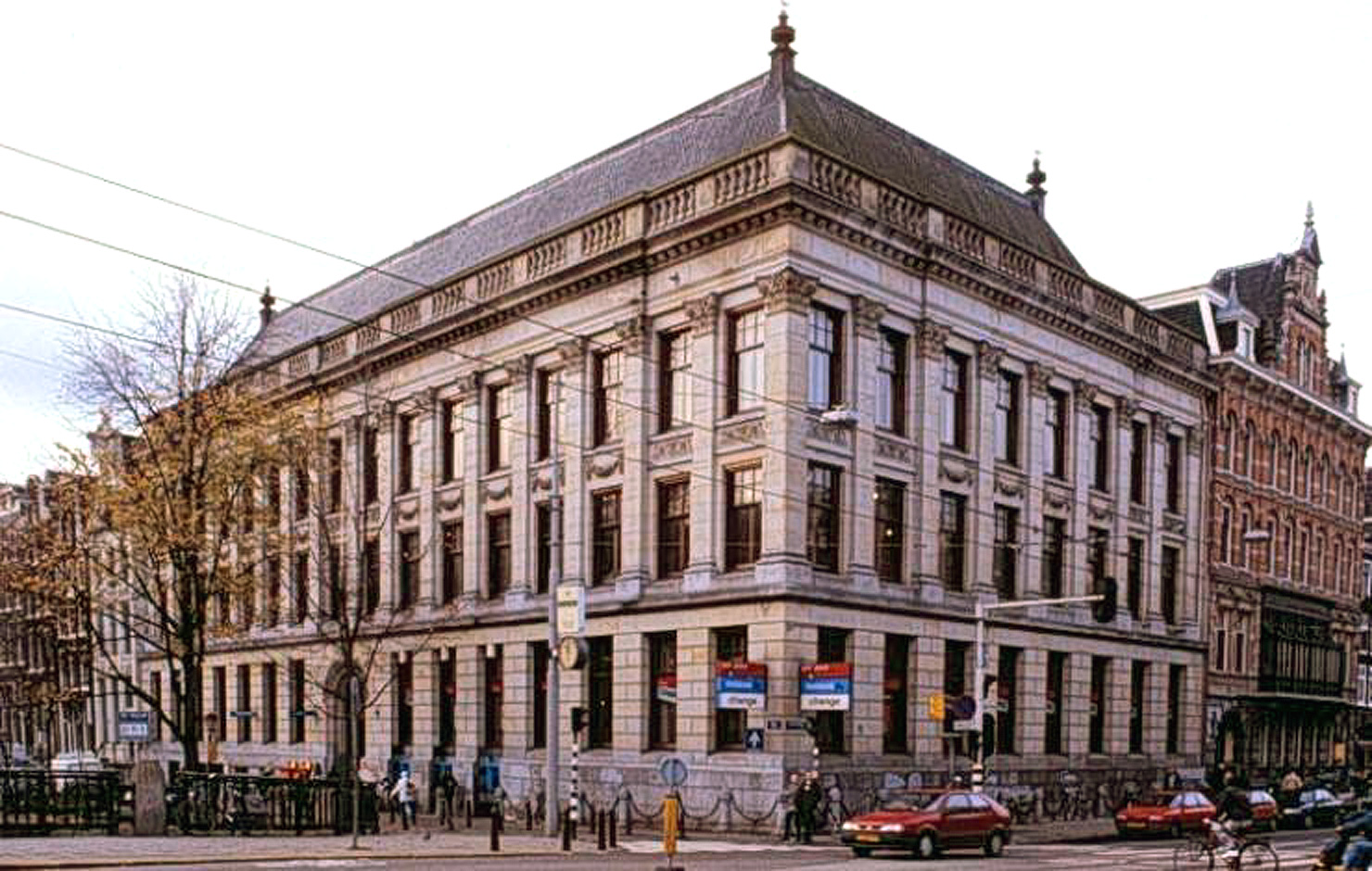
Handelsbank in Amsterdam

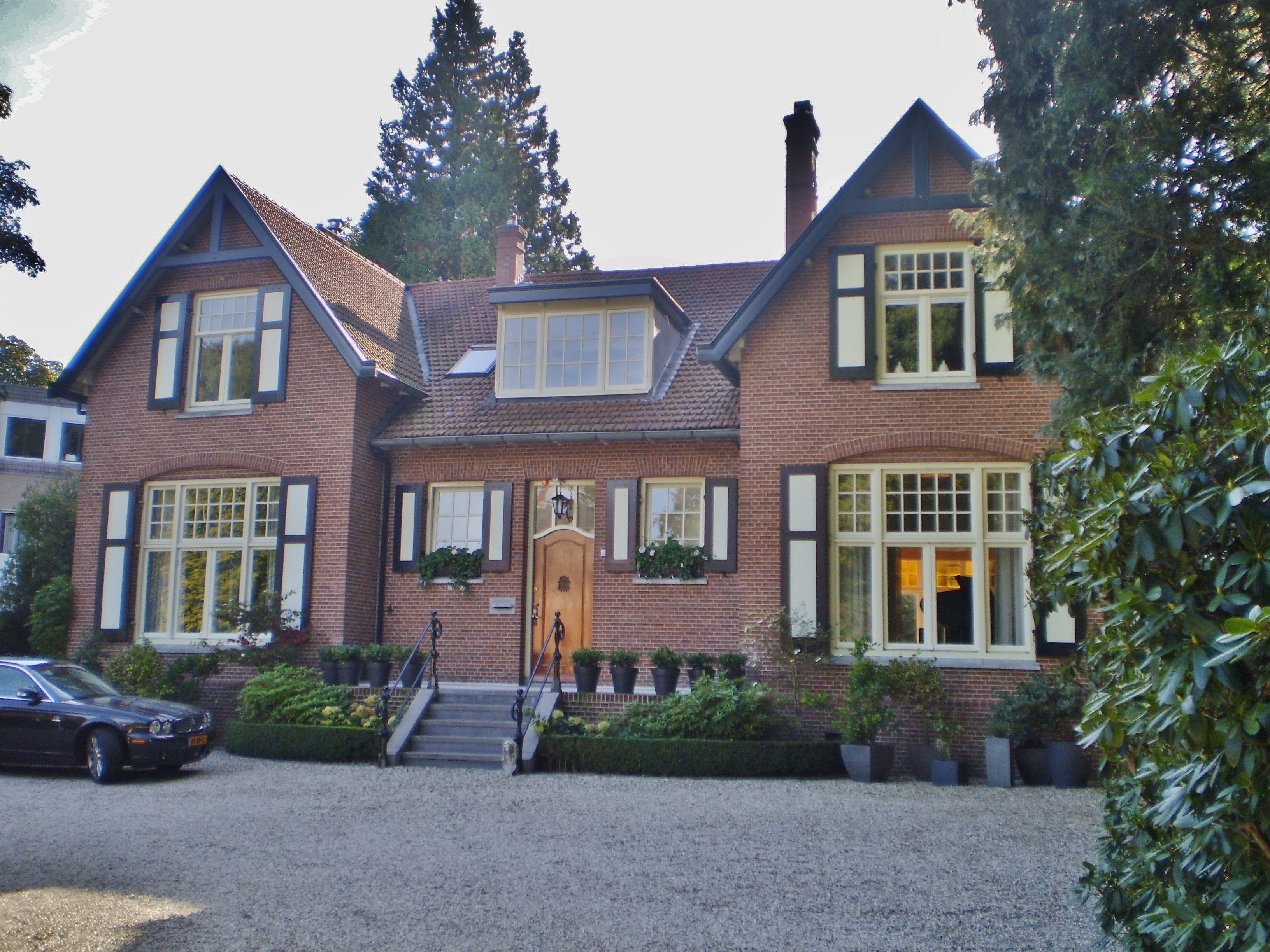
Amsterdamsestraatweg 49

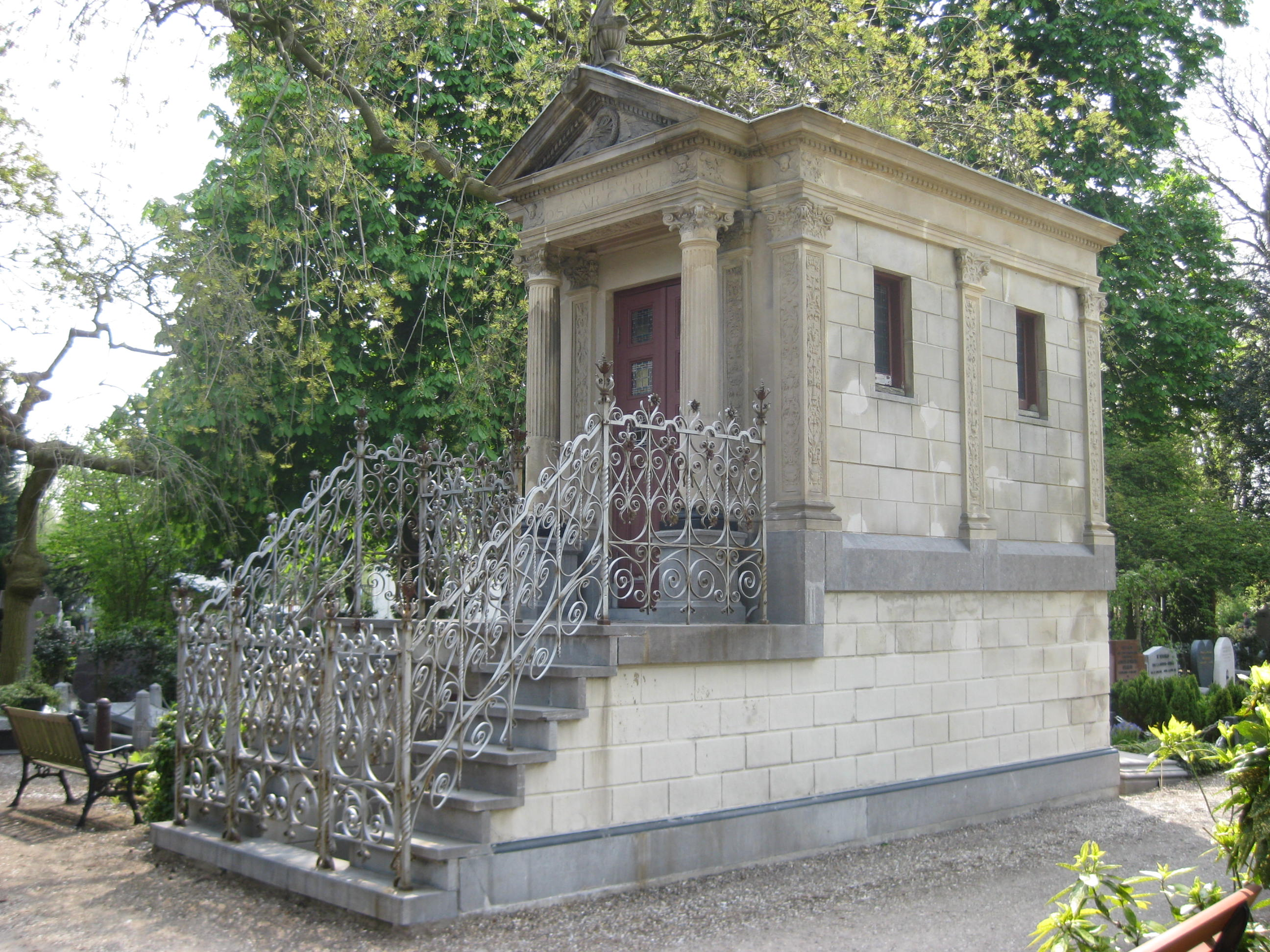
Grafmonument van de familie Carré

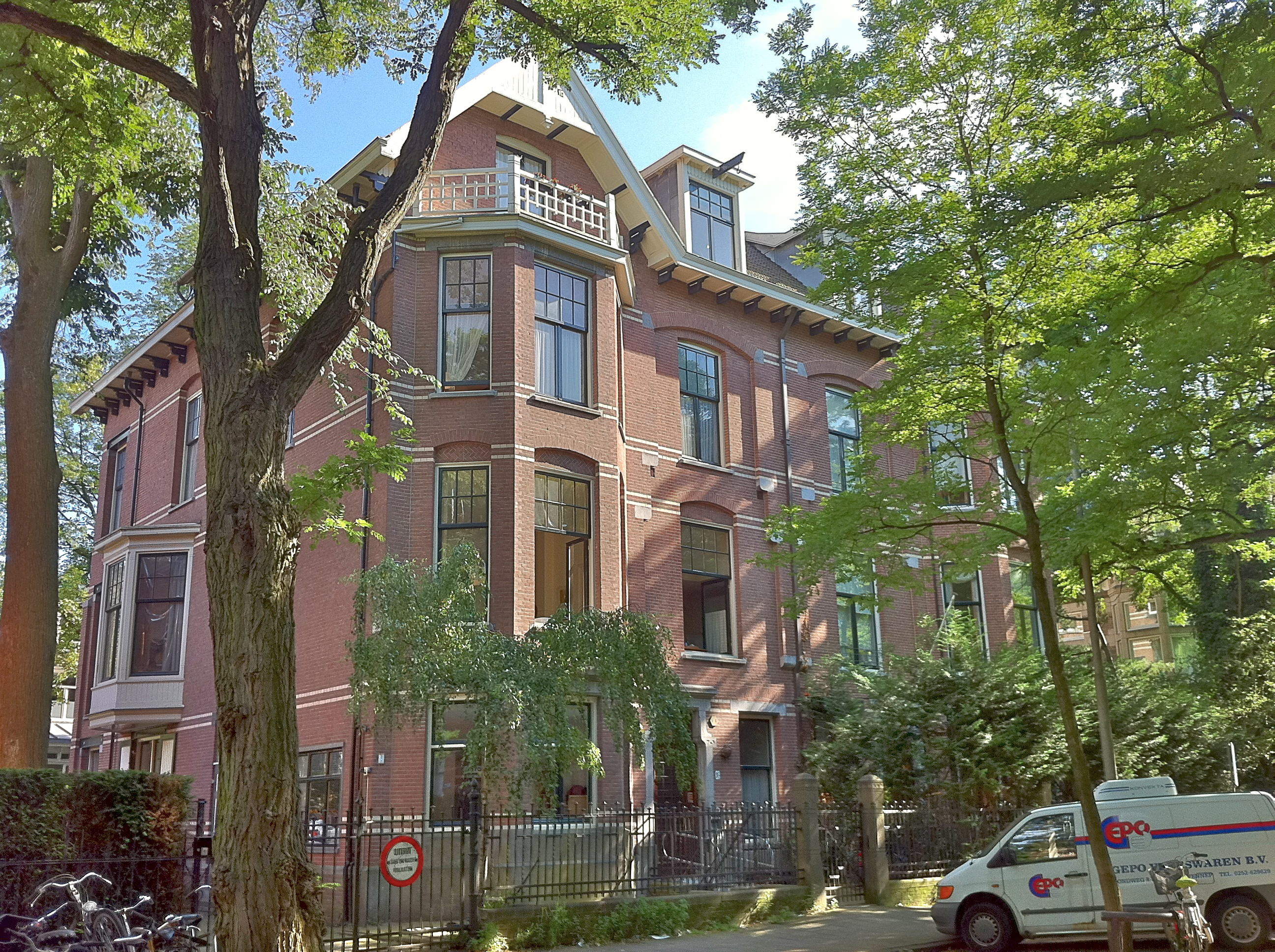
Lucky Luyk aan de Jan Luijkenstraat 3.

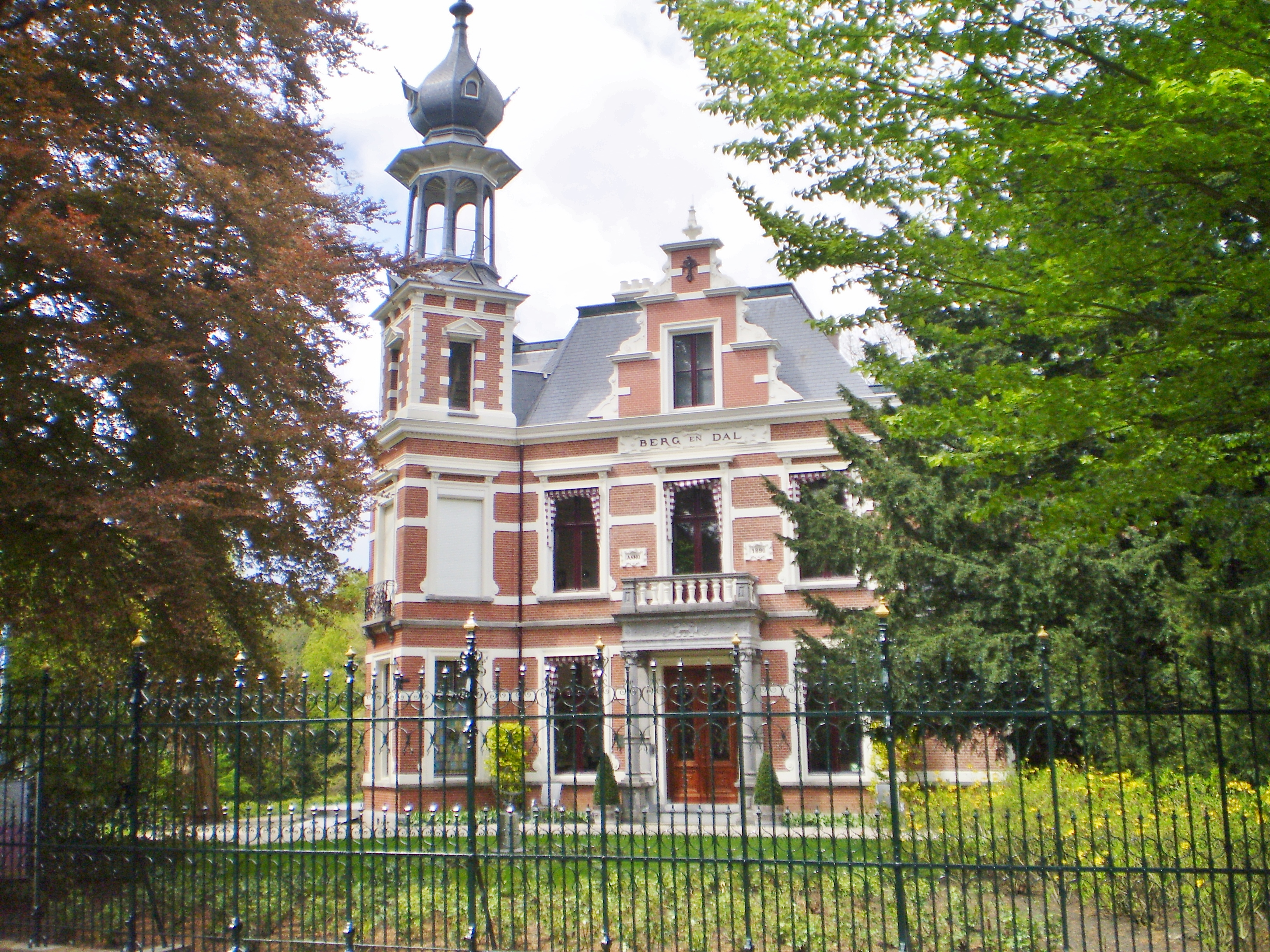
Jacob van Lenneplaan 12

Willem Johannes Vuyk, (Purmerend, 9 februari 1855 - Den Haag, 10 februari 1918), was een Nederlands architect. In 1883 huwde hij in Amsterdam Maria Christina Boer. Hij overleed op 63-jarige leeftijd in Den Haag.
Tijdens zijn studie was hij reeds aangesloten bij Architectura et Amicitia. In 1877 studeerde hij af aan de Rijksacademie van Beeldende Kunsten in Amsterdam. Tot zijn leraren behoorde August Allebé. De evangelisch-lutherse Willem kwam daarna in dienst bij de afdeling Dienst der Publieke Werken van de gemeente Amsterdam.

## Architectenbureau met Jan van Rossem
Willem Vuyk had in Amsterdam een architectenbureau met de Amsterdammer Jan van Rossem. Hun werk en stijl is heel veelzijdig. Van hun 40 bekende werken bestaat ongeveer de helft uit bedrijfsgebouwen.

### Amsterdam
Een van hun eerste ontwerpen was in 1882 een kantoor voor een boter- en kaasexporteur Herengracht 395. Daarna ontwierpen ze het rijtuig- en zadelmagazijn aan de Kerkstraat 28-30. 
In 1887 krijgt het jonge duo de opdracht voor circustheater Carré. Het volgende pand is een huis aan de Sarphatistraat 11. 
Geïnspireerd door de nieuwe architectuur van Berlage ontwierpen ze in 1900 voor weduwe J.C. Reich-van IJsseldijk het grachtenpand 1900 Herengracht 148A-Leliegracht 2. Bij de hierna gebouwde stadsvilla's in Amsterdam-Zuid grijpen ze terug op hun eerdere stijl zoals bij de klassiek vormgegeven Nederlandsch-Indische Handelsbank. Meerdere van hun ontwerpen zijn voorzien van slanke torens.

### Zaanstad
Na het hoofdkantoor aan de Zaanweg te hebben gebouwd, bouwden zij in 1893 bouwden nieuwe rijstpakhuizen in Wormerveer voor de firma J.A. Laan. In de jaren 1889-1915 ontwierpen voor meerdere Zaanse ondernemers fabrieken, pakhuizen, ketelhuizen, kantoren, een machinehal en een graansilo. In 1912 verrees aan de Singel 250 de door hen getekende Nederlandsch-Indische Handelsbank.

## Gebouwde panden
Amsterdam
- Nederlandsch-Indische Handelsbank (Postkantoor) (1912)
- Lucky Luyk - Jan Luijkenstraat 3A (1908-1909)
- Koningslaan 24 - villapark Willemspark (1901-1902)
- Grafmonument van de familie Carré (1891)
- Hotel Polen - Kalverstraat 15-17 (1891)[2]
- Sarphatistraat 11 (1888)
- circustheater Carré (1887)
- verbouwing Drie Fleschjes - De Gravenstraat 14 (1887-1888)
- cacaofabriek Blooker - Weesperzijde (1886)
- Swammerdamstraat 12-14-16-18 (1885, gesloopt 2013)
- concertzaal bij het Vondelpark (1883)
- Eerste Weteringplantsoen 8-10 (1883)[3]
- Heerengracht 395 (1882)

Baarn
- Amsterdamsestraatweg 49 (1915)
- serre en aanbouw van villa Beaulieu - (1905)
- Berg en Dal (1890)

Bodegraven
- olieslagerij De Phoenix (1915)

Den Haag
- Nassauplein 31 (1887)

Leusden
- kasteel Kasteel Stoutenburg (1888)

Langs de Zaan
- graansilo oliefabriek Duyvis - Koog aan de Zaan (1914)
- gemeentelijke gasfabriek - Koog aan de Zaan (1909)
- Raadhuis - Raadhuisstraat 86 - Koog aan de Zaan (1908)[4]
- pakhuis Java (1907)
- Zeepziederij De Adelaar (1906)
- sprinklertoren De Vlijt (1899)
- linoleumfabriek Kaars Sijpesteijns - Krommenie (1899)
- Pakhuis Saigon - Veerdijk 40 (1898)
- Pakhuis Bassein - Veerdijk 41 (1898)
- Pakhuis Batavia - Veerdijk 39 (1894)
- pakhuis Waal - Veerdijk 24 (1880)
- Pakhuizen Hollandia I en II - Veerdijk 42 (1877)
- pakhuis De Schepel - Veerdijk 22 (1875)
- pakhuis Maas - Veerdijk 25 (1875)